# Monte Romano
Monte Romano település Olaszországban, Viterbo megyében. Lakosainak száma 1877 fő (2023. január 1.). Monte Romano Blera, Tarquinia, Tuscania, Viterbo, Tolfa és Vetralla községekkel határos.

## Népesség
A település népessége az elmúlt években az alábbi módon változott:
| Lakosok száma | 2003 | 1962 | 1877 |
|               | 2017 | 2018 | 2023 |